# Power Rangers
Power Rangers es una franquicia de superhéroes multimedia estadounidense,  basada en Super Sentai Series, una franquicia japonesa de superhéroes del mismo género que Kamen Rider.
Desde 2002 hasta 2009, la franquicia fue propiedad de The Walt Disney Company, pero fue readquirida en 2010 por Haim Saban, su creador e impulsor original entre Mighty Morphin y Wild Force (esta última creada a comienzos de la producción antes de la venta de Saban Entertainment a Disney). En mayo de 2018 la franquicia fue comprada por Hasbro.
Las series se emitieron en FOX desde su comienzo en agosto de 1993 hasta septiembre de 2002, en el periodo Saban original. Después, de septiembre de 2002 a 2009 y durante el periodo Disney, se emitieron en ABC, entre otros. Desde su regreso a Saban en 2011, las series se emitieron en Nickelodeon, en América Televisión y en Hispanoamérica en Cartoon Network y la adquisición por parte de Hasbro en 2018.
Actualmente tanto la serie de televisión como sus líneas de juguetes están en pausa, ya que el desarrollo de un reinicio completo de la franquicia está actualmente estancado. Hasbro no ha emitido noticias oficiales sobre la marca desde principios de 2024. Actualmente, se informa que la empresa está buscando un nuevo equipo creativo después de un aparente desacuerdo con Netflix y su equipo creativo.
En marzo de 2025, se anunció que Hasbro y 20th Television producirían una nueva serie de acción real de los Power Rangers para Disney+ con Jonathan E. Steinberg y Dan Shotz en conversaciones para ser showrunners y productores ejecutivos.

## Argumento
Los Power Rangers son heroes que gracias a una moneda de poder y un dispositivo, con o sin magia, o ambas combinadas, se conectan a una fuente de poder conocida como la Morphin Grid o Red de Metamorfosis, una entidad de la que jamás se explicó su origen concreto o características, pero que fue mencionada continuamente a lo largo de toda la saga, tanto por héroes como por villanos, en sucesivas generaciones de Rangers. Con la transformación adquieren un traje protector con un casco con visor oscuro que oculta por completo su rostro.
Tal y como ocurre en su contraparte original japonesa, los Power Rangers tienen por costumbre trabajar en equipos de cinco a seis miembros, aunque en contadas ocasiones se han visto equipos con tres o cuatro componentes, y otros con muchos más de seis. Cada uno de estos miembros tiene un traje de un color diferente, y aunque los equipos comparten un diseño de trajes, los cascos suelen tener un diseño distinto. Hay multitud de colores diferentes a lo largo de los tiempos, pero siempre hay un Ranger que tiene el traje de color rojo, y ese Ranger, suele ser el más poderoso, y por tanto el líder del equipo, el que se encarga de coordinar a los demás Rangers y el que encabeza los ataques al enemigo, además de que es el que da la orden de transformación cuando está presente a la hora de entrar en batalla.
Por encima del líder suele haber un mentor que guía y aconseja al grupo de Rangers o les asigna misiones para luchar contra las fuerzas del mal. El más conocido de estos mentores es Zordon. Al equipo de Rangers suele incorporarse en cualquier momento de la generación un Ranger especial, con un diseño de traje y Zord de gran potencia exclusivo. Estos, suelen trabajar solos sin implicarse demasiado con el resto del equipo, aunque a veces el Ranger especial acaba integrado en el mismo, llegando a obtener en ocasiones el rango de líder. También más de una vez el mentor es o acaba siendo uno de estos Rangers especiales.
Cada uno de ellos tiene acceso a diversos tipos de armas. Existen unas armas básicas, que consisten en un arma blanca o en una pistola láser, o a veces ambos tipos en un solo arma. Además, es común que cada Ranger tenga un arma exclusiva de mayor potencia, espadas, arcos, etc. Después, suele haber un gran arma que deben manejar todos los Rangers a la vez, en ocasiones resultado de la combinación de las armas intermedias, que a modo de bazooka es capaz de lanzar un gran misil que puede destruir a un monstruo de tamaño normal. Además, ha sido tradición a partir de Power Rangers En El Espacio que el Ranger rojo tuviera la capacidad de aumentar el poder de su traje con una gran armadura denominada Battlizer o Batallador, que le permite enfrentarse a un enemigo en solitario con ataques de gran potencia. Dicho batallador a partir de Power Rangers Ninja Storm, se divide en dos modos de ataque. También a partir de Power Rangers Dino Thunder, todos los Rangers aumentan el poder de su traje en una segunda modalidad de ataque.
Muchos equipos, seguían un código o juramento para conservar sus poderes: no utilizar jamás los poderes para su propio beneficio personal, no entrar en batalla a menos que les obligue el enemigo, y la más importante, mantener su identidad en secreto de forma que nadie supiera jamás que eran Power Rangers. Así algunos equipos, cuando no estaban transformados, llevaban una vida normal y corriente, y debían huir a sitios a salvo de miradas indiscretas para poder transformarse sin ser vistos. En otros equipos en los que no se seguía este código, en cambio, los Rangers solían pertenecer a organizaciones militares o secretas, en las que todos sabían sus identidades.

### Zords
En todas las series de la franquicia, las fuerzas del mal suelen atacar mediante criaturas monstruosas que se enfrentan a los Rangers. En determinado momento de la batalla, generalmente cuando la situación se pone en contra del monstruo, bien por propia capacidad suya o bien con la ayuda mágica o tecnológica del villano principal o de alguno de sus secuaces, el monstruo tiene la capacidad de crecer a tamaños descomunales superiores a los de un rascacielos.
Cuando eso sucede, cada Ranger, tiene a su disposición un vehículo de asalto gigante denominado Zord que puede pilotear. Los Zords, toman las formas más diversas dependiendo de la temporada, unos son zoomorfos, otros tienen forma de vehículos o naves, otros tienen formas abstractas; pueden atacar al monstruo en su forma gigante de forma individual, aunque es más común que utilicen su capacidad de combinarse entre sí y juntarse en una sola gran máquina de batalla humanoide conocida como Megazord.
Algunos Zords pueden tomar esa forma humanoide por sí mismos sin combinarse con otros. Cuando hay acceso a más de un Zord por Ranger, suele haber distintas combinaciones de Zords y distintos Megazords. En ocasiones, toda la flota de zords de una determinada generación puede combinarse formando una máquina de ataque masiva imparable denominada Ultrazord. Los Zords, en cualquiera de estas combinaciones, suelen acabar siendo letales para los monstruos gigantes. 

## Historia

### Adaptación de la serie Super Sentai
Antes de crear Power Rangers, la idea de adaptar la serie Sentai al público estadounidense surgió a fines de la década de 1970 después del acuerdo entre Toei Company y Marvel Comics para intercambiar conceptos para adaptarlos a sus respectivos audiencias Toei, junto con Marvel, creó la serie Spider Man, basada en los cómics del mismo nombre, y produjo tres series Super Sentai, que tuvieron un gran éxito en Japón. Mientras que Stan Lee y Marvel intentaron vender la serie  Sun Vulcan a varias estaciones de televisión, incluyendo HBO, pero a diferencia de lo que sucedió en Japón, esto no tuvo éxito y después de tres años, el acuerdo terminó.
Varios años después, otra idea para adaptar Super Sentai comenzó en los años 1980 cuando Haim Saban hizo un viaje de negocios a Japón, en el que, durante su estadía en el hotel, lo único que se transmitía por televisión era la serie japonesa "Super Sentai". En ese momento, a Saban le fascinaba el concepto de 5 personas enmascaradas con trajes de spandex que luchaban contra monstruos, por lo que en 1985 produjo el episodio piloto de "Bio-Man", una adaptación estadounidense de Choudenshi Bioman, que fue rechazado por varias de las estaciones de televisión estadounidenses más grandes.
La producción de episodios de "Power Rangers" implica una localización y revisión extensas del material original de "Super Sentai" para incorporar la cultura estadounidense y cumplir con los estándares de la televisión estadounidense. En lugar de hacer un doblaje en inglés o una traducción del metraje japonés, los programas de Power Rangers consisten en escenas con actores de habla inglesa empalmados en escenas con actores japoneses doblados al inglés o escenas de acción de la serie Super Sentai con los Rangers luchando con  monstruos o las batallas robot gigante (Zord y Megazord) con doblaje en inglés. En algunas series, las escenas de lucha originales se filman para incorporar personajes o elementos exclusivos de la producción de "Power Rangers".  Al igual que muchos de Saban Entertainment. La trama, los nombres de los personajes y otros nombres generalmente difieren mucho de las imágenes de origen, aunque algunas temporadas se han mantenido cerca de la historia de la temporada original de Super Sentai.
Además de adaptar los villanos de las contrapartes de Super Sentai, la mayoría de las series de "Power Rangers" también presentan villanos sin contraparte de Sentai. En general, el antagonista principal de una serie de "Power Rangers" (por ejemplo, Lord Zedd, Divatox, Amo Org, etc.) no está adaptado del Sentai. Las excepciones a esto incluyen a Mighty Morphin, Zeo, Lightspeed Rescue y algunos otros que solo usan villanos adaptados de los espectáculos japoneses.
La serie que comenzó la franquicia, Mighty Morphin Power Rangers (una adaptación estadounidense de la serie japonesa Super Sentai de 1992, Kyōryū Sentai Zyuranger), comenzó a transmitir como parte del bloque de programación Fox Kids que se transmitió en la red Fox. Duró tres temporadas (de 1993 a 1996).

### Producción
Antes del comienzo de la serie, varios de los actores protagonistas de Zyuranger, notablemente Machiko Soga (Rita Repulsa) y Ami Kawai (Scorpina), rodaron en Japón, en los decorados originales de Zyuranger y bajo la dirección de Saban Entertainment una serie de escenas protagonizadas por los villanos que no se vieron en la serie original japonesa. Estas escenas, que se rodaron en dos días, incluyen frases o imágenes de los villanos, entre ellas la frase icónica de Rita "Varita mágica, haz que mi monstruo crezca", y otra en la que Escorpina llama a los masillas para que ataquen a los Power Rangers, entre otras que servirían para extender y complementar el metraje procedente de Zyuranger y rellenar huecos entre esas escenas y las escenas estadounidense. Estas frases eran pronunciadas en inglés por los actores japoneses, y después dobladas de la forma habitual por los actores estadounidenses del mismo modo que se doblaban las escenas japonesas. También se incluían algunas escenas completas en el cuartel general de los villanos nunca vistas en Zyuranger. Estas escenas se conocen coloquialmente como "Zyu1.5".
Después de que se agotara todo el metraje de Zyuranger en los primeros 40 episodios de la primera temporada, Saban contrató a Toei para que produjera 25 nuevos trajes de monstruos y nuevas escenas de batalla usando los trajes anteriores de Zyuranger. Así, Saban pudo producir 20 episodios adicionales con los 15 primeros monstruos. Estas escenas, que son inéditas en la franquicia Super Sentai, se refieren coloquialmente entre los fanes como "Zyu2". Después, Saban usó el resto de los trajes y escenas para producir los 12 primeros episodios de la temporada dos.
A mitad de la producción de la segunda temporada, Austin St. John, Thuy Trang y Walter Jones dejaron la serie por disputas contractuales. Para ocultar este incidente, se utilizó una combinación de dobles de cuerpo, actores de doblaje imitando sus voces, e imágenes de archivo, para que siguieran apareciendo Jason, Trini y Zack, mientras se creó la trama de que los tres se marcharan a una conferencia de paz en Suiza para hacer la transición con sus sustitutos, Rocky, Aisha y Adam, interpretados por Steve Cardenas, Karan Ashley y Johnny Yong Bosch respectivamente.
La aparición de Lord Zedd disparó la indignación entre los padres, que pensaban que era demasiado oscuro y siniestro para un programa infantil. Como respuesta, Saban lo suavizó trayendo de vuelta al personaje de Rita Repulsa. Para ello, y ante la ausencia de más imágenes de Zyuranger con Machiko Soga, se contrató a Carla Pérez para interpretarla, con Barbara Goodson siguiendo dándole voz, y explicando el cambio de rostro con una mascarilla especial de Finster.

### Distribución
Los Power Rangers han tenido éxito durante mucho tiempo en los mercados internacionales y continúan emitiendo en muchos países, con la excepción de Nueva Zelanda, donde la serie se filma a 2003. En 2006, Power Rangers se emitió al menos 65 veces a la semana en más de 40 mercados mundiales. Muchos mercados transmiten o han transmitido la serie en sus respectivos canales Fox o más tarde Jetix/Disney XD o han sindicado el programa en canales o bloques infantiles regionales, ya sea doblados al idioma local o transmitidos en el inglés original. Desde la adquisición en 2010 por parte de Saban Brands, los derechos de distribución internacional de televisión para los Power Rangers han sido gestionados por MarVista Entertainment.
La difusión en los territorios del este asiático ha sido tratada de forma diferente a la de otros mercados internacionales debido a la prevalencia y la familiaridad de la marca Super Sentai originaria de Japón. El uso de "Power Rangers" fue brevemente prohibido en Malasia por supuestamente alentar el uso de drogas, ya que contenía la palabra "Morphin" en su título, que podía ser asociada con morfina. El programa se emitió finalmente sin la palabra ofensiva. En Japón, muchas temporadas de televisión y películas de los Power Rangers fueron dobladas al japonés para la televisión y el video con la voz que los actores a menudo sacaban de los anteriores elencos de Super Sentai, lo que llevó a que las películas dobladas al inglés action sequences fueran "re-dobladas" o "restauradas" también al japonés. La última temporada de "Power Rangers Super Samurai" se emitirá en Japón en Toei Channel en enero de 2014, con un elenco diferente de actores hablando con sus homólogos. Después de que la transmisión de los Power Rangers terminó en Corea del Sur con Wild Force, Bandai de Corea comenzó a transmitir Super Sentai bajo la marca 파워레인저 (Power Ranger) en JEI TV. Algunas temporadas de Super Sentai transmitidas en Corea del Sur han nombrado títulos similares a sus contrapartes estadounidenses, como Power Ranger Dino Thunder para Abaranger en 2004 y Power Ranger S.P.D. en lugar de Dekaranger.

### Legado
Hasbro anunció que el Día Nacional de los Power Rangers se celebraría anualmente el 28 de agosto.

## Temporadas
Las primeras seis temporadas (comenzando con Mighty Morphin Power Rangers y terminando con In Space) siguieron una historia global y evolutiva. La segunda temporada comenzó la tradición anual de que los Rangers adquirieran nuevos Zords para luchar contra los enemigos mientras se usaban los trajes centrales de la primera temporada, a excepción del Ranger Blanco. Con la cuarta temporada, Zeo, los Power Rangers comenzaron a seguir la práctica de la serie Super Sentai de los cambios anuales de trajes Ranger.
Aunque la séptima temporada, Lost Galaxy, tenía vínculos con la temporada anterior, de lo contrario fue la primera temporada en seguir una historia independiente, como lo harían las temporadas posteriores del show hasta la decimoséptima, RPM. La temporada también comenzó la tradición de episodios de equipo con Rangers, villanos y otros personajes de temporadas pasadas.
A partir de la decimoctava temporada, Samurai, el programa regresó a un formato de varias temporadas similar a Mighty Morphin Power Rangers, con historias independientes que se cuentan a lo largo de dos temporadas cada una, debido a las condiciones de Nickelodeon.
Confirmado en la temporada 25, Super Ninja Steel, existen 3 dimensiones en el universo Ranger, estas son:
- La primera dimensión Ranger está compuesta por: Mighty Morphin, Mighty Alien, Zeo, Turbo, In Space, Lost Galaxy, Lightspeed Rescue, Time Force, Wild Force, Ninja Storm, Dino Thunder, Mystic Force, Operation Overdrive, Jungle Fury, Samurai, Megaforce, Ninja Steel, Beast Morphers, Dino Fury y S.P.D.; compartiendo una línea del tiempo y un universo.
- La segunda dimensión Ranger está compuesta por RPM, en donde un virus informático malicioso y de rápida evolución conocido como Venjix ha devastado la Tierra. Esto fue confirmado en Power Rangers Samurai: Clash of the Red Rangers The Movie.
- La tercera dimensión Ranger está compuesta por Dino Charge, en donde al final, los Rangers hacen que los dinosaurios vuelvan a la vida.

| Temporada     | Temporada | Título                            | Título                            | Título                                 | Emisión original | Basada en el Super Sentai         | Temática                                                     |
| Temporada     | Temporada | Original                          | España                            | Hispanoamérica                         | Emisión original | Basada en el Super Sentai         | Temática                                                     |
| Era Saban     | Era Saban | Era Saban                         | Era Saban                         | Era Saban                              | Era Saban        | Era Saban                         | Era Saban                                                    |
| ------------- | --------- | --------------------------------- | --------------------------------- | -------------------------------------- | ---------------- | --------------------------------- | ------------------------------------------------------------ |
|               | 1         | Mighty Morphin Power Rangers      | Mighty Morphin Power Rangers      | Mighty Morphin Power Rangers           | 1993-1994        | Kyōryū Sentai Zyuranger (1992)    | Dinosaurios                                                  |
|               | 2         | Mighty Morphin Power Rangers      | Mighty Morphin Power Rangers      | Mighty Morphin Power Rangers           | 1994-1995        | Gosei Sentai Dairanger (1993)     | Animales mitológicos                                         |
|               | 3         | Mighty Morphin Power Rangers      | Mighty Morphin Power Rangers      | Mighty Morphin Power Rangers           | 1995             | Ninja Sentai Kakuranger (1994)    | Animales, ninjas y shōguns                                   |
|               | 3.5       | Mighty Morphin Alien Rangers      | Mighty Morphin Alien Rangers      | Mighty Morphin Alien Rangers           | 1996             | Ninja Sentai Kakuranger (1994)    | Alienígenas y shōguns                                        |
|               | 4         | Power Rangers Zeo                 | Power Rangers Zeo                 | Power Rangers Zeo                      | 1996             | Chōriki Sentai Ohranger (1995)    | Símbolos y culturas antiguas                                 |
|               | 5         | Power Rangers Turbo               | Power Rangers Turbo               | Power Rangers Turbo                    | 1997             | Gekisō Sentai Carranger (1996)    | Automóviles de carreras                                      |
|               | 6         | Power Rangers in Space            | Power Rangers in Space            | Power Rangers en el espacio            | 1998             | Denji Sentai Megaranger (1997)    | Espacio, tecnología y alienígenas                            |
|               | 7         | Power Rangers Lost Galaxy         | Power Rangers Lost Galaxy         | Power Rangers: La Galaxia Perdida      | 1999             | Seijū Sentai Gingaman (1998)      | Animales galácticos, viajes espaciales y elementos naturales |
|               | 8         | Power Rangers Lightspeed Rescue   | Power Rangers Lightspeed Rescue   | Power Rangers a la velocidad de la luz | 2000             | Kyūkyū Sentai GoGo-V (1999)       | Rescates                                                     |
|               | 9         | Power Rangers Time Force          | Power Rangers Time Force          | Power Rangers fuerza del tiempo        | 2001             | Mirai Sentai Timeranger (2000)    | Viajeros del tiempo y mutantes                               |
|               | 10        | Power Rangers Wild Force          | Power Rangers Wild Force          | Power Rangers Fuerza Salvaje           | 2002             | Hyakujū Sentai Gaoranger (2001)   | Animales salvajes y orgs                                     |
| Era Disney    |           |                                   |                                   |                                        |                  |                                   |                                                              |
|               | 11        | Power Rangers Ninja Storm         | Power Rangers Ninja Storm         | Power Rangers Tormenta Ninja           | 2003             | Ninpū Sentai Hurricaneger (2002)  | Ninjas, deportes y elementos naturales                       |
|               | 12        | Power Rangers Dino Thunder        | Power Rangers Dino Thunder        | Power Rangers Dino Trueno              | 2004             | Bakuryū Sentai Abaranger (2003)   | Dinosaurios                                                  |
|               | 13        | Power Rangers S.P.D.              | Power Rangers S.P.D.              | Power Rangers: Super Patrulla Delta    | 2005             | Tokusō Sentai Dekaranger (2004)   | Policías y el futuro                                         |
|               | 14        | Power Rangers Mystic Force        | Power Rangers Mystic Force        | Power Rangers Fuerza Mistica           | 2006             | Mahō Sentai Magiranger (2005)     | Magia y elementos naturales                                  |
|               | 15        | Power Rangers Operation Overdrive | Power Rangers Operation Overdrive | Power Rangers Operación Sobrecarga     | 2007             | GōGō Sentai Bōkenger (2006)       | Aventureros y vehículos                                      |
|               | 16        | Power Rangers Jungle Fury         | Power Rangers Jungle Fury         | Power Rangers Furia Animal             | 2008             | Jūken Sentai Gekiranger (2007)    | Artes marciales y animales de la jungla                      |
|               | 17        | Power Rangers RPM                 | Power Rangers RPM                 | Power Rangers RPM                      | 2009             | Engine Sentai Go-onger (2008)     | Mundo posapocalíptico, autos con animales y la contaminación |
| Era Neo Saban |           |                                   |                                   |                                        |                  |                                   |                                                              |
|               | 18        | Power Rangers Samurai             | Power Rangers Samurai             | Power Rangers Samurai                  | 2011             | Samurai Sentai Shinkenger (2009)  | Samuráis, espíritus, leyendas, elementos naturales y shoguns |
|               | 19        | Power Rangers Super Samurai       | Power Rangers Super Samurai       | Power Rangers Super Samurai            | 2012             | Samurai Sentai Shinkenger (2009)  | Samuráis, espíritus, leyendas, elementos naturales y shoguns |
|               | 20        | Power Rangers Megaforce           | Power Rangers Megaforce           | Power Rangers Megaforce                | 2013             | Tensō Sentai Goseiger (2010)      | Poderes del cielo, la tierra y el mar y cartas               |
|               | 21        | Power Rangers Super Megaforce     | Power Rangers Super Megaforce     | Power Rangers Super Megaforce          | 2014             | Kaizoku Sentai Gokaiger (2011)    | Poderes de generaciones pasadas de Power Rangers             |
|               | 22        | Power Rangers Dino Charge         | Power Rangers Dino Charge         | Power Rangers Dino Charge              | 2015             | Jūden Sentai Kyoryuger (2013)     | Dinosaurios y baterías recargables                           |
|               | 23        | Power Rangers Dino Super Charge   | Power Rangers Dino Super Charge   | Power Rangers Dino Super Charge        | 2016             | Jūden Sentai Kyoryuger (2013)     | Dinosaurios y baterías recargables                           |
|               | 24        | Power Rangers Ninja Steel         | Power Rangers Ninja Steel         | Power Rangers Ninja Steel              | 2017             | Shuriken Sentai Ninninger (2015)  | Ninjas, el espacio y estrellas Shuriken                      |
|               | 25        | Power Rangers Super Ninja Steel   | Power Rangers Super Ninja Steel   | Power Rangers Super Ninja Steel        | 2018             | Shuriken Sentai Ninninger (2015)  | Ninjas, el espacio y estrellas Shuriken                      |
| Era Hasbro    |           |                                   |                                   |                                        |                  |                                   |                                                              |
|               | 26        | Power Rangers Beast Morphers      | Power Rangers Beast Morphers      | Power Rangers Beast Morphers           | 2019             | Tokumei Sentai Go-Busters (2012)  | Bestias virtuales y la Realidad Virtual                      |
|               | 27        | Power Rangers Beast Morphers      | Power Rangers Beast Morphers      | Power Rangers Beast Morphers           | 2020             | Tokumei Sentai Go-Busters (2012)  | Bestias virtuales y la Realidad Virtual                      |
|               | 28        | Power Rangers Dino Fury           | Power Rangers Dino Fury           | Power Rangers Dino Fury                | 2021             | Kishiryū Sentai Ryūsoulger (2019) | Dinosaurios y caballeros medievales                          |
|               | 29        | Power Rangers Dino Fury           | Power Rangers Dino Fury           | Power Rangers Dino Fury                | 2022             | Kishiryū Sentai Ryūsoulger (2019) | Dinosaurios y caballeros medievales                          |
|               | 30        | Power Rangers Cosmic Fury         | Power Rangers Cosmic Fury         | Power Rangers Cosmic Fury              | 2023             | Uchū Sentai Kyuranger (2017)      | Viajes espaciales y constelaciones                           |

### Exclusivos del juego de rol
| Título                   | Emisión   | Transmisión | Temática           |
| ------------------------ | --------- | ----------- | ------------------ |
| Power Rangers Hyperforce | 2017-2018 | HyperRPG    | Academia TimeForce |

## Películas

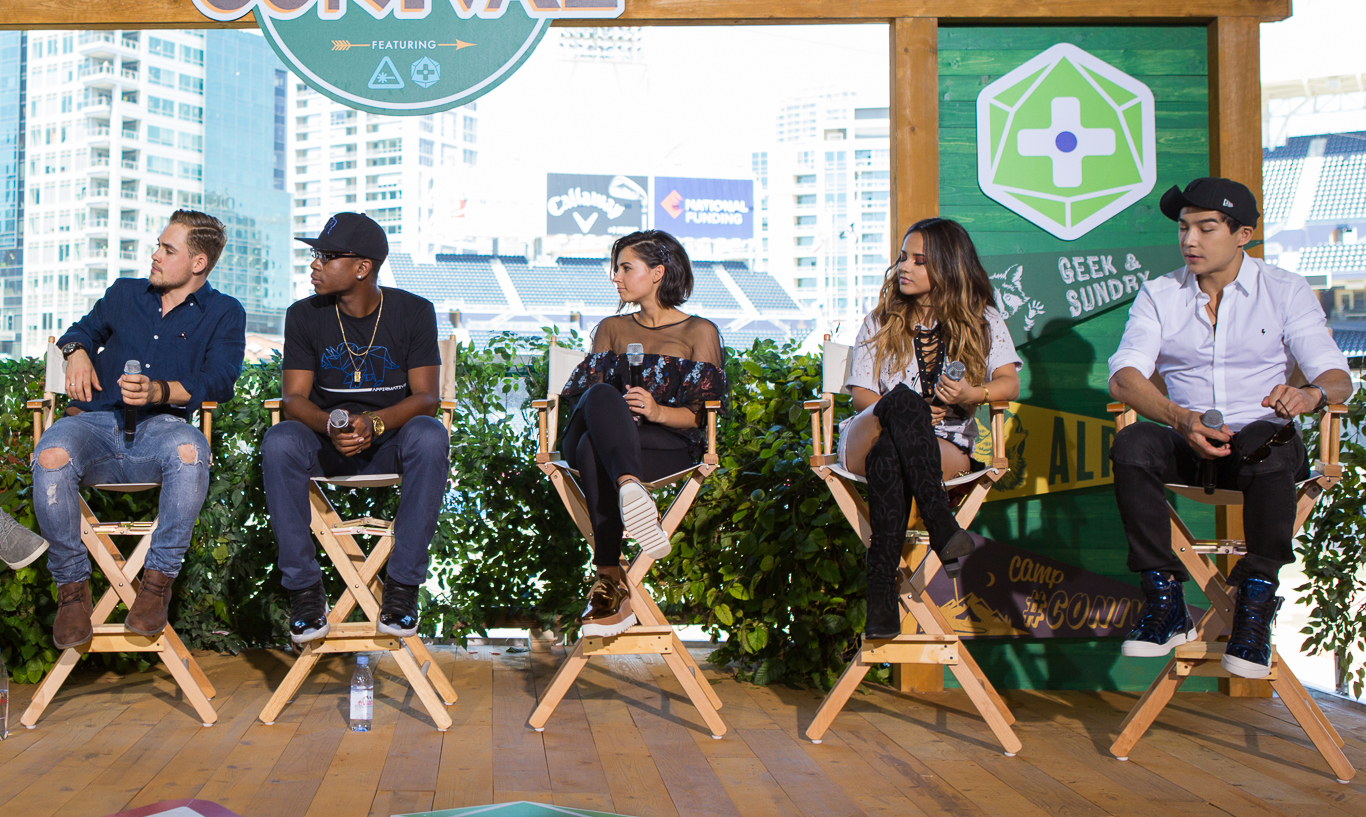
El elenco principal de la tercera adaptación cinematográfica: Power Rangers durante el San Diego Comic-Con 2016.

La franquicia ha sido adaptada por tres películas cinematográficas. Mighty Morphin Power Rangers: The Movie, cuya historia es aparte de la continuidad del programa, y Turbo: A Power Rangers Movie, fueron distribuidas por 20th Century Fox. Power Rangers, fue distribuida por Lionsgate en el 2017, como un reebot de la historia original contada en la televisión, tenido críticas mixtas y un baja taquilla.
De igual modo, también fueron entrenadas otras dos películas, Power Rangers Samurai: Clash of the Red Rangers The Movie, la cual fue una película para televisión y  Mighty Morphin Power Rangers: Once & Always fue una película streaming estrenada por Netflix.
| Número | Número | Título                                                    | Título                                            | Título                                                | Año  | Dirigido por     | Continuidad |
| Número | Número | Original                                                  | España                                            | Hispanoamérica                                        | Año  | Dirigido por     | Continuidad |
| ------ | ------ | --------------------------------------------------------- | ------------------------------------------------- | ----------------------------------------------------- | ---- | ---------------- | --- |
|        | 1      | Mighty Morphin Power Rangers: The Movie                   | Power Rangers: la película                        | Power Rangers: la película                            | 1995 | Bryan Spicer     | No canónica |
|        | 2      | Turbo: A Power Rangers Movie                              | Turbo Power Rangers                               | Turbo: Una película de los Power Rangers              | 1997 | David Winning    | Final de Zeo e inicio de Turbo |
|        | 3      | Power Rangers Samurai: Clash of the Red Rangers The Movie | No doblada al español                             | Power Rangers Samurai: El choque de los rangers rojos | 2011 | Jonathan Tzachor | Entre episodios 4 y 5 de Super Samurai |
|        | 4      | Power Rangers                                             | Power Rangers                                     | Power Rangers                                         | 2017 | Dean Israelite   | Remake de la primera temporada |
|        | 5      | Mighty Morphin Power Rangers: Once & Always               | Mighty Morphin Power Rangers: Ayer, hoy y siempre | Power Rangers: Ayer, hoy y siempre                    | 2023 | Charlie Haskell  | Película-especial que sirve para conmemorar el 30 aniversario de la serie. Este especial es paralelo a la temporada Dino Fury y ocurre antes de Cosmic Fury. |

## Equipos y colores
A lo largo de las temporadas, las formaciones y los colores han cambiado con el paso del tiempo, habiendo temporadas de más de 10 Rangers en un equipo o de 5 Rangers en el equipo, en otras hay más de un Ranger con el mismo color de su traje con respecto al de otro. De igual modo, los colores de los Rangers representan una jerarquía de poder según su color, siendo el Ranger rojo, el líder del equipo, otros casos como en Time Force en donde la líder era la Ranger rosa inicialmente o en Wild Force en donde la líder era la Ranger amarilla, hasta la llegada del Ranger rojo.
A continuación, se muestra una lista de los equipos de cada temporada. Para temas de jerarquía con respecto a cada color, visite la página principal de cada temporada:
| Serie                         | Equipo | Equipo | Equipo | Equipo | Equipo | Equipo | Equipo | Equipo | Equipo | Equipo | Notas |
| ----------------------------- | ------ | ------ | ------ | ------ | ------ | ------ | ------ | ------ | ------ | --- | --- |
| Mighty Morphin                |        |        |        |        |        |        |        |        |        | | Ninguna |
| Mighty Morphin                |        |        |        |        |        |        |        |        |        | En esta temporada hubo: 2 Rangers rojos, 2 amarillos y 2 negros. Así mismo, hubo una transición del sexto Ranger, de ser el Ranger verde al Ranger blanco. | |
| Mighty Morphin                |        |        |        |        |        |        |        |        |        | En esta temporada hubo 2 Rangers rosas. | |
| Alien Rangers                 |        |        |        |        |        |        |        |        |        | | Ninguna |
| Zeo                           |        |        |        |        |        |        |        |        |        | | El sexto ranger tiene dos colores: negro (traje) y dorado (armadura).                                                       |
| Turbo                         |        |        |        |        |        |        |        |        |        | | En esta temporada hubo: 2 Rangers rojos, 2 amarillos, 2 verdes y 2 rosas                                                    |
| In Space                      |        |        |        |        |        |        |        |        |        | | Ninguna |
| Lost Galaxy                   |        |        |        |        |        |        |        |        |        | | En esta temporada hubo: 2 Rangers rosas.                                                                                    |
| Lightspeed Rescue             |        |        |        |        |        |        |        |        |        | | El Titanium Ranger, fue original de la adaptación.                                                                          |
| Time Force                    |        |        |        |        |        |        |        |        |        | | En esta temporada hubo: 2 Rangers rojos. La Ranger rosa fungió como líder del equipo en un primer instante.                 |
| Wild Force                    |        |        |        |        |        |        |        |        |        | | Ninguna |
| Ninja Storm                   |        |        |        |        |        |        |        |        |        | | Ninguna |
| Dino Thunder                  |        |        |        |        |        |        |        |        |        | | Ninguna |
| S.P.D.                        |        |        |        |        |        |        |        |        |        | | 4 Rangers reciben nombres en vez de colores: Sombra , Gato, Omega y Nova. Hay 2 rangers rojo, azul, verde, amarillo y rosa. |
| Mystic Force                  |        |        |        |        |        |        |        |        |        | | Ninguna |
| Operation Overdrive           |        |        |        |        |        |        |        |        |        | | Ninguna |
| Jungle Fury                   |        |        |        |        |        |        |        |        |        | | Ninguna |
| RPM                           |        |        |        |        |        |        |        |        |        | | Ninguna |
| Samurai/Super Samurai         |        |        |        |        |        |        |        |        |        | | Ninguna |
| Samurai/Super Samurai         |        |        |        |        |        |        |        |        |        | En esta temporada hubo: 2 Rangers rojos | |
| Megaforce/Super Megaforce     |        |        |        |        |        |        |        |        |        | | Ninguna |
| Megaforce/Super Megaforce     |        |        |        |        |        |        |        |        |        | Ninguna | |
| Dino Charge/Dino Super Charge |        |        |        |        |        |        |        |        |        | | En esta temporada hubo: 2 Rangers violetas.                                                                                 |
| Dino Charge/Dino Super Charge |        |        |        |        |        |        |        |        |        | Ninguna | |
| Ninja Steel/Super Ninja Steel |        |        |        |        |        |        |        |        |        | | Ninguna |
| Ninja Steel/Super Ninja Steel |        |        |        |        |        |        |        |        |        | En esta temporada hubo 3 rangers rojos. | |
| Beast Morphers                |        |        |        |        |        |        |        |        |        | | Ninguna |
| Dino Fury                     |        |        |        |        |        |        |        |        |        | | Ninguna |
| Cosmic Fury                   |        |        |        |        |        |        |        |        |        | | Ninguna |

- Jason David Frank es el que en más temporadas protagonizó la serie, en el personaje de Tommy Oliver, y el que más poderes Rangers obtuvo, siendo los Mighty Morphin Green y White Ranger, Zeo Red Ranger, Turbo Red Ranger y Dino Thunder Black Ranger. Además participó en el especial del 10, 20 y 25 aniversario de la serie. Jason David Frank falleció por suicidio el 19 de noviembre de 2022.[47]
- Thuy Trang, la primera Mighty Morphin Yellow Ranger, falleció en un accidente automovilístico el 3 de septiembre de 2001. A su memoria se dedicó el episodio "Circuit unsure" de Power Rangers Time Force.
- Peta Rutter, la White Mystic Ranger falleció el 20 de julio de 2010 a causa de un tumor cerebral. Fue la actriz de mayor edad en interpretar a un Ranger en toda la franquicia, teniendo 46 años en el momento en que interpretaba a la White Mystic Ranger.
- Pua Magasiva, el Red Ninja Storm Ranger, falleció por suicidio el 11 de mayo de 2019.[48]
- La temporada con más Rangers, descontando los crossovers generacionales, es Power Rangers SPD, con 15, seguido de Dino Super Charge, con 10. Las que menos tuvieron fueron Alien Rangers, Dino Thunder y Beast Morphers, con 5
- Además de los Red Rangers, el otro color de Ranger que nunca se ausentó es el Azul (Blue Ranger).
- Lauren, la segunda Samurai Red Ranger, es la segunda mujer de toda la serie en haber obtenido el grado de Red Ranger, la primera fue Charlie en Power Rangers SPD. Sin embargo, no es la primera líder femenina. Delphine, la Aquitar (Alien) White Ranger; Jen, la Time Force Pink Ranger y Taylor, la Wild Force Yellow Ranger, lo han sido antes que ella.
- Karone, la Lost Galaxy Pink Ranger, es la única villana principal en haberse convertido en Ranger, tras haber sido Astronema, la antagonista de Power Rangers In Space. Reemplazó a Kendrix, la única Ranger en morir en combate.
- Además de Astronema/Karone, dos villanos principales más se redimieron: la famosa Rita Repulsa, antagonista de las primeras temporadas, convertida en la Madre Mística en Mystic Force, y Ransik, villano de Time Force, el cual ayuda a los Rangers en el crossover generacional entre esta temporada y su sucesora, Wild Force.
- La temática más usada fue la de animales actuales, usados en la tercera temporada de Mighty Morphin, Lost Galaxy, Wild Force, Ninja Storm, Jungle Fury, RPM, Megaforce y Beast Morphers. Además de Samurai y Ninja Steel sus zords tienen temáticas de animales.
- Rangers con relación de parentesco entre sí:
  - Andros (Space Red Ranger) y Karone (Lost Galaxy Pink Ranger, ambos son hermanos)
  - Leo y Mike Corbett (Lost Galaxy Red Ranger y Magna Defender, hermanos)
  - Dana y Ryan Mitchell (Lightspeed Pink y Titanium Rangers, hermanos)
  - Wes Collins y Alex Drake (ambos son Time Force Red Rangers, y Wes es el antepasado de Alex)
  - Hunter y Blake Bradley (Ninja Storm Crimson y Navy Blue Thunder Rangers, hermanos)
  - Vida y Madison Rocca (Mystic Force Pink y Blue Rangers, hermanas)
  - Udonna y Leanbow (White Mystic Ranger y Crimson Wolf Warrior, marido y mujer) Nick Russell [Bowen] (Red Mystic Ranger e hijo de ambos)
    - Mystic Force es la temporada con más relaciones de parentesco entre los Rangers.

  - Gem y Gemma (RPM Gold y Silver Rangers, mellizos)
  - Jayden y Lauren Shiba (ambos son Samurai Red Rangers, Lauren reemplazando a su hermano Jayden)
  - Tyler y James Navarro (Dino Charge Red y Aqua Rangers, James es padre de Tyler)
  - Brody y Aiden Romero (Ninja Steel Red y Gold Rangers, hermanos) Dane Romero (Ninja Steel Red Ranger extra, padre de ambos)
  - Izzy y Javi García (Dino Fury Green y Black Rangers, hermanastros)
- Además de los Aquitar Rangers, ha habido 11 Rangers alienígenas, 9 Rangers de tiempos distintos al presente y 4 de otra dimensión

## Reencuentros entre generaciones
Las primeras temporadas de Power Rangers mostraban una historia progresiva en la que los personajes iban evolucionando y desechaban sus antiguos poderes para adquirir otros nuevos, por lo que las reapariciones de generaciones anteriores eran imposibles. Fue con la llegada de Power Rangers Zeo cuando se produjo el primer reencuentro entre los Rangers de una generación anterior y la actual, en este caso los Mighty Morphin Alien Rangers. Como el resto de la historia siguió la evolución de los mismos personajes con distintos poderes hasta el final de Power Rangers en el espacio, los reencuentros fueron muy difíciles, aunque en esa misma temporada se pudo hacer otros dos más con héroes aislados de la temporada anterior.
Es a partir de Power Rangers Lost Galaxy cuando se instaura  la tradición de dedicar un episodio especial a reunir al equipo protagonista de la temporada con los protagonistas de la temporada anterior. Estos episodios de reencuentros no se dan en todas las temporadas, pero sí en muchas de ellas, y sirven para dotar de una cierta continuidad a toda la franquicia. También son comunes los reencuentros en ocasiones especiales, como los aniversarios, en los que suele celebrarse el hito recuperando personajes de varias temporadas anteriores. Es el caso del episodio del décimo aniversario en 2002, en el que se reunió a todos los Red Rangers de las temporadas anteriores, o el del 15.º aniversario, que recuperó varios personajes de todos esos años. 
Los episodios crossovers son los siguientes:
- En Zeo, los Rangers reciben la ayuda de los Alien Rangers, en los episodios: "Rangers of Two Worlds Part 1 y Part 2".
- En In Space, suceden 3 crossovers, estos son:
  - Con el Phantom Ranger de Turbo en el episodio: "The Delta Discovery".
  - Con el Blue Turbo Ranger de Turbo en el episodio "True Blue to the Rescue".
  - Con el Mighty Morphin Black Ranger de Mighty Morphin en el episodio: "Always a Chance".
- En Lost Galaxy, los Space Rangers aparecen en los episodios: "To the Tenth Power" y "The Power of Pink".
- En Lightspeed Rescue, los Galaxy Rangers aparecen en los episodios: "Trakeena’s Revenge Part 1 y Part 2".
- En Time Force, los Lightspeed Rangers aparecen en el episodio: "Time for Lightspeed".
- En Wild Force, ocurren 2 crossovers, estos son:
  - Con los Time Rangers en los episodios: "Reinforcements from the Future, Part 1 y Part 2".
  - Como motivo del décimo aniversario, Cole Evans une fuerza con el Mighty Morphin Red Ranger, Red Zeo Ranger, Red Turbo Ranger, Red Space Ranger, Red Galaxy Ranger, Red Lightspeed Ranger, Red Time Force Ranger, Quantum Ranger y Red Alien Ranger, en el episodio: "Forever Red".
- En Dino Thunder, los Ninja Storm Rangers (Wind, Thunder y Green Samurai) aparecen en los episodios: "Thunder Storm Part 1 y Part 2".
- En S.P.D., los Dino Thunder Rangers aparecen en los episodios: "History" y "Whormhole".
- En Operation Overdrive, los Rangers reciben ayuda de la Blue Wind Ranger, Yellow Dino Ranger, SPD Red Ranger, Green Mystic Ranger y Mighty Morphin Black Ranger, como motivo del décimo quinto aniversario en los episodios: "Once a Ranger Part 1 y Part 2".
- En Power Rangers Samurai: Clash of the Red Rangers The Movie el RPM Red Ranger aparece.
- En Super Megaforce, suceden 3 crossovers, estos son:
  - El Red Samurai Ranger aparece en el episodio: "Samurai Surprise".
  - El Red Jungle Fury Ranger aparece en el episodio: "Spirit of the Tiger".
  - Todas las generaciones Rangers aparecen en el episodio: "Legendary Battle" y su versión extendida, como motivo del vigésimo aniversario. Solo once Rangers aparecen sin sus cascos.
- En Super Ninja Steel suceden dos crossover:
  - En el primer, aparecen el Mighty Morphin Green Ranger/White Ranger/Red Zeo Ranger/Dino Black Ranger, Mighty Morphin Red Ranger II, Pink Turbo Ranger, Blue Space Ranger, Red Time Ranger, White Dino Ranger, RPM Silver Ranger, Gold Samurai Ranger, Yellow Megaforce Ranger y el Blue Dino Charge Ranger en el episodio: "Dimension in danger" conmemorando los 25 años de la franquicia.
  - En el episodio especial de Navidad "The Poisy Show" los villanos de Power Rangers Dino Charge salen del agujero negro ahora buscando apoderarse de las estrellas de poder, los Ninja Steel Rangers con el control de dimensiones hacen que Koda el Blue Dino Charge Ranger regrese nuevamente a pelear a su lado, en especial con el Ninja Steel Blue Ranger (curiosamente los actores de ambos Rangers son hermanos en la vida real).
- En Beast Morphers aparecen los Mighty Morphin Rangers (Rojo, amarillo, azul, negro y rosa), Dino Thunder Rangers (Rojo, amarillo y azul) y los Dino Charge Rangers (Rojo, Negro, Azul, Verde, Rosa y Oro) en los episodios "Finding Keepers" y "Grid Connection".
- En Power Rangers Cosmic Fury aparecen Billy Cranston, Blue Mighty Morphin Ranger; Minh Kwan, Yellow Mighty Morphin Ranger III; Heckyl, Dino Charge Dark Ranger; y Mick Kanic, Ninja Steel Red Ranger II.

## Recepción y controversias
A pesar de la popularidad de la serie, también fue objeto de controversias por parte de los padres que pensaban que el programa era demasiado violento para los niños. La emisión comenzó antes de la llegada de los avisos de contenido de las televisiones, los V-Chips (dispositivos que permitían el bloqueo de la televisión según calificaciones por edad), y las mediciones de audiencia. En Estados Unidos, se enviaron numerosas quejas a la Comisión Federal de Comunicaciones (FCC), e incluso en un pueblo de Illinois, se las arreglaron para evitar que los niños viesen un capítulo de la serie, desconectando todos los televisores a la hora del show.
En 1993, la emisión en Canadá tuvo que cancelarse por quejas al Consejo de Estándares de Emisión Canadiense por el contenido violento de la serie, y no regresó a la emisión hasta casi veinte años más tarde en 2011.
En Malasia, la frase Mighty Morphin fue censurada y eliminada del logo debido a que la palabra morphin era demasiado similar a la palabra "morfina" (en inglés morphine).[cita requerida]
En 1994, el asesinato de una niña noruega por dos niños amigos hizo que la cadena de propiedad sueca TV3 retirara MMPR en todos los países en que operaba. Sin embargo, MMPR no tenía relación con el suceso. En su lugar, los dos niños eran fanes de los dibujos de las Tortugas Ninja.
En 1994, la Autoridad de Estándares de Emisión (BSA) de Nueva Zelanda recibió varias quejas de espectadores sobre el nivel del violencia del programa. Las críticas se concentraban en que el programa mostraba la violencia como medio principal de resolver conflictos, y que esto influenciaba a los niños para comportarse más violentamente de forma más frecuentemente. Siguiendo el dictado de la BSA, la segunda temporada de la serie se canceló fulminantemente. Nueva Zelanda es el único país del mundo donde la serie se canceló a medio a emitir hasta la fecha. Siguieron publicándose videos y DVD de las series que se rodaron en Nueva Zelanda, pero las ventas fueron anecdóticas, y no se emitieron a pesar de rodarse en Nueva Zelanda hasta la temporada Samurai de 2011.
En una entrevista de 2010 con el blog "No Pink Spandez", David Yost, intérprete del Blue Ranger, reveló que dejó la serie en Power Rangers Zeo por reacciones homofóbicas del equipo ante su homosexualidad, citando que un día se marchó del plató sin más porque "le habían llamado maricón demasiadas veces". También dijo que los productores solían preguntar a los otros actores que pensaban de su homosexualidad, y eso le hacía sentirse incómodo también. Poco después de esta entrevista, el productor Scott Page-Pagter declaró que Yost se marchó por disputas económicas, y que las acusaciones de homofobia eran falsas, y añadió que Yost no se llevaba bien con nadie del equipo. En el episodio en el que apareció por última vez el personaje de Billy, Rangers of Two Worlds de Power Rangers Zeo, se usó metraje de los episodios anteriores y un actor de voz imitando su voz para ocultar el hecho de que Yost no estaba presente, y se colocó un rótulo de homenaje a Billy en los títulos de crédito del episodio.